# احساس بدون نام (ترانه)
احساس بدون نام (به انگلیسی:  The Unnamed Feeling ) سومین تک‌آهنگ از آلبوم خشم مقدس اثر گروه هوی‌متال متالیکا می‌باشد. یک موزیک ویدئو نیز برای این ترانه منتشر کرد.